# Barkeno
Barkeno () es la inscripción que llevaban las monedas ibéricas de un taller localizado en el asentamiento ibérico previo a Barcino. Se utilizaron entre finales del siglo III a. C. y principios del siglo II a. C. durante la revuelta de los pueblos ibéricos contra la dominación romana. Se trataban de dracmas de plata que copiaban los patrones de Ampurias del pegaso.